# UWC México 1
UWC México 1: Baja California vs. California fue el evento inaugural de artes marciales mixtas producido por Ultimate Warrior Challenge México, que se llevó a cabo el 28 de febrero de 2009 en el Auditorio Fausto Gutiérrez Moreno de Tijuana, Baja California, México.
El nombre del evento hace referencia a que, en todos los combates, se enfrentaban peleadores originarios de la Península de Baja California y el sur de California.

## Antecedentes
A finales de 2008, se anunció el nacimiento de UWC con el objetivo de popularizar las MMA mexicanas, que en ese entonces su cobertura era escasa, ya que la mayoría de los fans mexicanos se decantaban por los eventos de PRIDE FC y UFC, las dos promociones por excelencia.
Se anunció una pelea de peso pesado entre Miguel Pardinas (de Tijuana) y Juan Carlos Sánchez (de Ensenada), como parte del evento estelar.